# 流れの旅路
「流れの旅路」（ながれのたびじ）は1948年（昭和23年）7月に発売された津村謙（つむら　けん、1923年（大正15年）12月12日-1961年（昭和36年）11月28日）の最初のヒット・シングルである。

## 作詞・作曲
作詞者

吉川静夫（よしかわ しずお、1907年（明治40年）8月28日-1999年（平成11年）4月10日）

主な作詞作品：「青春のパラダイス」「落葉しぐれ」「女のためいき」「長崎ブルース」「池袋の夜」

作曲者

上原げんと（うえはら げんと、1914年（大正3年）12月28日-1965年（昭和40年）8月13日）

主な作曲作品：「国境の春」「上海の花売娘」「東京の花売娘」「私は街の子」「港町十三番地」「東京のバスガール」

## 解説
戦地から復員し歌謡界に復帰したものの、鳴かず飛ばずだった津村謙にとって、昭和23年は画期的な年となった。昭和22年、師と仰ぐ江口夜詩がポリドールからキングレコードに移籍して来て、江口作曲の「緑の牧場」が当時無名の津村謙に提供されることになったが、この「緑の牧場」はNHKのラジオ歌謡のために制作された曲であったため、放送では当時既にスターだった近江俊郎が歌い、レコードは津村謙となった。しかし、この経緯で津村謙という特異な名前（津村浩三＋上原謙）が知られるようになり、キングレコードは次の企画に、『花売り娘シリーズ』などの上原げんとを作曲に、作詞歴は長いものの「青春のパラダイス」でやっと無名を脱した吉川静夫を作詞に起用し、「流れの旅路」をリリースしたところこれがヒットしたのである。この曲のヒットにより津村謙と吉川静夫は、歌謡界において確乎たる地歩を占めることとなった。のち「流れの旅路」のイメージを汲むものとして、「流れの船唄」「流れのジプシー」「赤いマフラー」などが作られている。また同23年、津村謙は、映画『遊侠の群れ』に「流れの旅路」のイメージの旅芸人役として特別出演している。